# Temporada 1983 de la NFL
La Temporada 1983 de la NFL fue la 64.ª en la historia de la NFL.La temporada comenzó el 3 de septiembre de 1983 y él terminó con el Pro Bowl en 1984, que se celebró 28 de enero en Honolulu. La final del campeonato, el Super Bowl XVIII , se disputó el 22 de enero de 1984 en Tampa Stadium, Tampa , Florida y terminó con la victoria de Los Angeles Raiders sobre los Washington Redskins por 38 a 9.

## Carrera Divisional
Desde 1978 hasta 1989, fueron 10 los equipos clasificados para los playoffs: los ganadores de cada una de las divisiones, y dos equipos comodines en cada conferencia. Los dos comodines se jugaban un partido en una fase previa por el derecho a enfrentar a cualquiera de los tres ganadores de división que tenía el mejor registro general de su conferencia. Las reglas de desempate se basaron en enfrentamientos directos, seguido de los registros de división, los registros de oponentes comunes, y juego de conferencia.

### Conferencia Nacional
| Semana | Este              |      | Central          |     | Oeste       |      | WildCard          |      | WildCard       |     |
| ------ | ----------------- | ---- | ---------------- | --- | ----------- | ---- | ----------------- | ---- | -------------- | --- |
| 1      | Cowboys, Eagles   | 1-0  | 3 equipos        | 1-0 | 3 equipos   | 1-0  |                   |      |                |     |
| 2      | Cowboys           | 2-0  | 4 equipos        | 1-1 | Rams        | 2-0  |                   |      |                |     |
| 3      | Cowboys           | 3-0  | Vikings, Packers | 2-1 | 4 equipos   | 2-1  |                   |      |                |     |
| 4      | Cowboys           | 4-0  | Vikings          | 3-1 | 49ers       | 3-1  | Redskins          | 3-1  | 6 equipos      | 2-2 |
| 5      | Cowboys           | 5-0  | Vikings, Packers | 3-2 | 49ers       | 4-1  | Redskins          | 4-1  | 5 equipos      | 3-2 |
| 6      | Cowboys           | 6-0  | Vikings          | 4-2 | 3 equipos   | 4-2  | Redskins          | 5-1  | 4 equipos      | 4-2 |
| 7      | Cowboys           | 7-0  | Vikings          | 5-2 | 49ers, Rams | 5-2  | 3 equipos         | 5-2  | 3 equipos      | 4-3 |
| 8      | Cowboys           | 7-1  | Vikings          | 6-2 | 49ers       | 6-2  | Redskins          | 6-2  | Saints, Rams   | 5-3 |
| 9      | Cowboys           | 8-1  | Vikings          | 6-3 | 49ers       | 6-3  | Redskins          | 7-2  | Saints, Rams   | 5-4 |
| 10     | Cowboys           | 9-1  | Vikings          | 6-4 | 3 equipos   | 6-4  | Redskins          | 8-2  | 3 equipos      | 6-4 |
| 11     | Cowboys, Redskins | 9-2  | Vikings, Packers | 6-5 | 49ers, Rams | 7-4  | Cowboys, Redskins | 9-2  | 49ers, Rams    | 7-4 |
| 12     | Cowboys, Redskins | 10-2 | Vikings          | 7-5 | 49ers, Rams | 7-5  | Cowboys, Redskins | 10-2 | 49ers, Rams    | 7-5 |
| 13     | Cowboys, Redskins | 11-2 | Vikings, Lions   | 7-6 | Rams        | 8-5  | Cowboys, Redskins | 11-2 | Lions, Vikings | 7-6 |
| 14     | Cowboys, Redskins | 12-2 | Lions            | 8-6 | 49ers, Rams | 8-6  | Cowboys, Redskins | 12-2 | 49ers, Rams    | 8-6 |
| 15     | Redskins          | 13-2 | Lions, Packers   | 8-7 | 49ers       | 9-6  | Cowboys           | 12-3 | 4 equipos      | 8-7 |
| 16     | Redskins          | 14-2 | Lions            | 9-7 | 49ers       | 10-6 | Cowboys           | 12-4 | Rams           | 9-7 |

### Conferencia Americana
| Semana | Este            |      | Central          |      | Oeste            |      | WildCard        |     | WildCard          |     |
| ------ | --------------- | ---- | ---------------- | ---- | ---------------- | ---- | --------------- | --- | ----------------- | --- |
| 1      | 3 equipos       | 1-0  | 4 equipos        | 0-1  | 3 equipos        | 1-0  |                 |     |                   |     |
| 2      | Dolphins        | 2-0  | Steelers, Browns | 1-1  | Raiders, Broncos | 2-0  |                 |     |                   |     |
| 3      | Dolphins, Bills | 2-1  | Steelers, Browns | 2-1  | Raiders          | 3-0  | 6 equipos       | 2-1 |                   |     |
| 4      | Dolphins, Bills | 3-1  | Browns           | 3-1  | Raiders          | 4-0  | 3 equipos       | 3-1 | 6 equipos         | 2-2 |
| 5      | 4 equipos       | 3-2  | Steelers, Browns | 3-2  | Raiders          | 4-1  | 7 equipos       | 3-2 | 4 equipos         | 2-3 |
| 6      | Bills, Colts    | 4-2  | Steelers, Browns | 4-2  | Raiders          | 5-1  | 4 equipos       | 4-2 | 5 equipos         | 3-3 |
| 7      | Bills           | 5-2  | Steelers         | 5-2  | Raiders          | 5-2  | Dolphins, Colts | 4-3 | Browns, Seahawks  | 4-3 |
| 8      | Dolphins, Bills | 5-3  | Steelers         | 6-2  | Raiders          | 6-2  | Dolphins, Bills | 5-3 | Broncos           | 5-3 |
| 9      | Dolphins, Bills | 6-3  | Steelers         | 7-2  | Raiders, Broncos | 6-3  | Dolphins, Bills | 6-3 | Raiders, Broncos  | 6-3 |
| 10     | Dolphins        | 7-3  | Steelers         | 8-2  | Raiders          | 7-3  | Bills, Colts    | 6-4 | Seahawks, Broncos | 6-4 |
| 11     | Dolphins, Bills | 7-4  | Steelers         | 9-2  | Raiders          | 8-3  | Dolphins, Bills | 7-4 | 5 equipos         | 6-5 |
| 12     | Dolphins        | 8-4  | Steelers         | 9-3  | Raiders          | 9-3  | 3 equipos       | 7-5 | 3 equipos         | 6-5 |
| 13     | Dolphins        | 9-4  | Steelers         | 9-4  | Raiders          | 10-3 | Browns          | 8-5 | 3 equipos         | 7-6 |
| 14     | Dolphins        | 10-4 | Steelers         | 9-5  | Raiders          | 11-3 | 3 equipos       | 8-6 | 4 equipos         | 7-7 |
| 15     | Dolphins        | 11-4 | Steelers         | 10-5 | Raiders          | 11-4 | Broncos         | 9-6 | 4 equipos         | 8-7 |
| 16     | Dolphins        | 12-4 | Steelers         | 10-6 | Raiders          | 12-4 | Seahawks        | 9-7 | Broncos           | 9-7 |

## Temporada regular
V = Victorias, D = Derrotas, E = Empates, CTE = Cociente de victorias [V+(E/2)]/(V+D+E), PF= Puntos a favor, PC = Puntos en contra
| Clasificado para los playoffs |

| Miami Dolphins(2)    | 12 | 4 | 0 | .750 | 389 | 250 |
| New England Patriots | 8  | 8 | 0 | .500 | 274 | 289 |
| Buffalo Bills        | 8  | 8 | 0 | .500 | 283 | 351 |
| Baltimore Colts      | 7  | 9 | 0 | .438 | 264 | 354 |
| New York Jets        | 7  | 9 | 0 | .438 | 313 | 331 |

| Pittsburgh Steelers(3) | 10 | 6  | 0 | .625 | 355 | 303 |
| Cleveland Browns       | 9  | 7  | 0 | .563 | 356 | 342 |
| Cincinnati Bengals     | 7  | 9  | 0 | .438 | 346 | 302 |
| Houston Oilers         | 2  | 14 | 0 | .125 | 288 | 460 |

| Los Angeles Raiders(1) | 12 | 4  | 0 | .750 | 442 | 338 |
| Seattle Seahawks(4)    | 9  | 7  | 0 | .563 | 403 | 397 |
| Denver Broncos(5)      | 9  | 7  | 0 | .563 | 302 | 327 |
| San Diego Chargers     | 6  | 10 | 0 | .375 | 358 | 462 |
| Kansas City Chiefs     | 6  | 10 | 0 | .375 | 386 | 367 |

| Washington Redskins(1) | 14 | 2  | 0 | .875 | 541 | 332 |
| Dallas Cowboys(4)      | 12 | 4  | 0 | .750 | 479 | 360 |
| St. Louis Cardinals    | 8  | 7  | 1 | .531 | 374 | 428 |
| Philadelphia Eagles    | 5  | 11 | 0 | .313 | 233 | 322 |
| New York Giants        | 3  | 12 | 1 | .219 | 267 | 347 |

| Detroit Lions(3)     | 9 | 7  | 0 | .563 | 347 | 286 |
| Green Bay Packers    | 8 | 8  | 0 | .500 | 429 | 439 |
| Chicago Bears        | 8 | 8  | 0 | .500 | 311 | 301 |
| Minnesota Vikings    | 8 | 8  | 0 | .500 | 316 | 348 |
| Tampa Bay Buccaneers | 2 | 14 | 0 | .125 | 241 | 380 |

| San Francisco 49ers(2) | 10 | 6 | 0 | .625 | 432 | 293 |
| Los Angeles Rams(5)    | 9  | 7 | 0 | .563 | 361 | 344 |
| New Orleans Saints     | 8  | 8 | 0 | .500 | 319 | 337 |
| Atlanta Falcons        | 7  | 9 | 0 | .438 | 370 | 389 |

### Desempates
- Los Angeles Raiders fue el primer cabeza de serie de la AFC por delante de Miami basado en enfrentamientos directos (1–0).
- Seattle fue el cuarto cabeza de serie de la AFC por delante de Denver basado en un mejor registro de división (5–3 contra 3–5 de los Broncos) después de eliminar a Cleveland en el triple empate basados en enfrentamientos directos (Seattle y Denver 2–1 contra 0–2 de los Browns).
- New England finalizó por delante de Buffalo en la AFC Este basado en enfrentamientos directos (2–0).
- Baltimore finalizó por delante de N.Y. Jets en la AFC Este basado en un mejor registro de conferencia (5–9 contra 4–8 de los Jets).
- San Diego finalizó por delante de Kansas City en la AFC Oeste basado en enfrentamientos directos (2–0).
- Minnesota terminó en cuarto lugar en la NFC central después de haber sido eliminado del triple empate basado en un peor registro de conferencia(7-7 de los Bears, 6-6 de los Packers y 4-8 de los Vikings).
- Green Bay finalizó por delante de Chicago en la NFC Central basado en un mejor registro contra oponentes comunes (5–5 contra 4–6 de los Bears).

## Postemporada
|  | Ronda Wild Card           | Ronda Wild Card           | Ronda Wild Card           |                      |                      | Ronda Divisional              | Ronda Divisional              | Ronda Divisional              |                      |                      | Finales de Conferencia  | Finales de Conferencia  | Finales de Conferencia  |  |  | Super Bowl              | Super Bowl              | Super Bowl              |
|  |                           |                           |                           |                      |                      |                               |                               |                               |                      |                      |                         |                         |                         |  |  |                         |                         |                         |
|  |                           |                           |                           |                      |                      | 31 de Dic - Candlestick Park  |                               |                               |                      |                      |                         |                         |                         |  |  |                         |                         |                         |
|  |                           |                           |                           |                      |                      | 3                             | Detroit                       | 23                            |                      |                      |                         |                         |                         |  |  |                         |                         |                         |
|  | 26 de Dic - Texas Stadium | 26 de Dic - Texas Stadium | 26 de Dic - Texas Stadium |                      |                      | 2                             | San Francisco                 | 24                            |                      |                      | 8 de Ene - RFK Stadium  | 8 de Ene - RFK Stadium  | 8 de Ene - RFK Stadium  |  |  |                         |                         |                         |
|  | 5                         | L.A. Rams                 | 24                        | Ronda Divisional NFC | Ronda Divisional NFC | Ronda Divisional NFC          |                               |                               | 2                    | San Francisco        | 21                      |                         |                         |  |  |                         |                         |                         |
|  | 4                         | Dallas                    | 17                        |                      |                      | 1 Ene - RFK Stadium           | 1 Ene - RFK Stadium           | 1 Ene - RFK Stadium           |                      |                      | 1                       | Washington              | 24                      |  |  |                         |                         |                         |
|  | Ronda Wild Card NFC       | Ronda Wild Card NFC       | Ronda Wild Card NFC       | 5                    | L.A. Rams            | 7                             |                               |                               | Campeonato de la NFC | Campeonato de la NFC | Campeonato de la NFC    |                         |                         |  |  |                         |                         |                         |
|  |                           |                           |                           |                      |                      | 1                             | Washington                    | 51                            |                      |                      |                         |                         |                         |  |  | 22 de Ene Tampa Stadium | 22 de Ene Tampa Stadium | 22 de Ene Tampa Stadium |
|  |                           |                           |                           |                      |                      |                               |                               |                               |                      |                      |                         |                         |                         |  |  | N1                      | Washington              | 9                       |
|  |                           |                           |                           |                      |                      | 31 de Dic - Miami Orange Bowl | 31 de Dic - Miami Orange Bowl | 31 de Dic - Miami Orange Bowl |                      |                      |                         |                         |                         |  |  | A1                      | L.A. Raiders            | 38                      |
|  |                           |                           |                           |                      |                      | 4                             | Seattle                       | 27                            |                      |                      |                         |                         |                         |  |  | Super Bowl XVIII        | Super Bowl XVIII        | Super Bowl XVIII        |
|  | 24 de Dic - Kingdome      | 24 de Dic - Kingdome      | 24 de Dic - Kingdome      |                      |                      | 2                             | Miami                         | 20                            |                      |                      | 8 de Ene- L.A. Memorial | 8 de Ene- L.A. Memorial | 8 de Ene- L.A. Memorial |  |  |                         |                         |                         |
|  | 5                         | Denver                    | 7                         | Ronda Divisional AFC | Ronda Divisional AFC | Ronda Divisional AFC          |                               |                               | 4                    | Seattle              | 14                      |                         |                         |  |  |                         |                         |                         |
|  | 4                         | Seattle                   | 31                        |                      |                      | 1 de Ene – L.A. Memorial      | 1 de Ene – L.A. Memorial      | 1 de Ene – L.A. Memorial      |                      |                      | 1                       | L.A. Raiders            | 30                      |  |  |                         |                         |                         |
|  | Ronda Wild Card AFC       | Ronda Wild Card AFC       | Ronda Wild Card AFC       | 3                    | Pittsburgh           | 10                            |                               |                               | Campeonato de la AFC | Campeonato de la AFC | Campeonato de la AFC    |                         |                         |  |  |                         |                         |                         |
|  |                           |                           |                           |                      |                      | 1                             | L.A. Raiders                  | 38                            |                      |                      |                         |                         |                         |  |  |                         |                         |                         |

## Premios anuales
Al final de temporada se entregan diferentes premios reconociendo el valor del jugador durante la temporada entera.
| Premio                     | Ganador         | Posición      | Equipo              |
| -------------------------- | --------------- | ------------- | ------------------- |
| Jugador más valioso        | Joe Theismann   | Quarterback   | Washington Redskins |
| Jugador ofensivo del año   | Joe Theismann   | Quarterback   | Washington Redskins |
| Jugador defensivo del año  | Doug Betters    | Defensive end | Miami Dolphins      |
| Entrenador del año         | Joe Gibbs       | Head Coach    | Washington Redskins |
| Novato ofensivo del año    | Eric Dickerson  | Running back  | Los Angeles Rams    |
| Novato defensivo del año   | Vernon Maxwell  | Linebacker    | Baltimore Colts     |
| Regreso del año            | Billy Johnson   | Wide receiver | Atlanta Falcons     |
| Hombre del Año             | Rolf Benirschke | Placekicker   | San Diego Chargers  |
| Jugador más valioso del SB | Marcus Allen    | Running back  | Los Angeles Raiders |